# Йерба-Буэна (остров)
Йерба-Буэна (англ. Yerba Buena Island; yerba buena в переводе с испанского языка означает «мята») — остров, расположенный в заливе Сан-Франциско, в штате Калифорния, США. Прежде носил названия Sea Bird Island, Wood Island, and Goat Island.
Остров соединён мостом Сан-Франциско-Окленд Бэй Бридж с Сан-Франциско и Оклендом. Через этот маленький остров проходит расположенная в тоннеле межштатная автомагистраль I-80. Узким перешейком Йерба-Буэна соединяется с искусственным островом Трежер-Айленд.
На площади 80 гектаров на острове проживают 220 жителей.

## Галерея
- Вид на остров и мост Сан-Франциско-Окленд Бэй Бридж.
- Аэрофотоснимок островов Трежер-Айленд (вверху) и Йерба-Буэна (внизу).
- Тоннель, соединяющий две части моста Сан-Франциско-Окленд Бэй Бридж. Является частью I-80.